# Ceriomura intaca
Espèce
Ceriomura intaca est une espèce d'araignées aranéomorphes de la famille des Salticidae.

## Distribution
Cette espèce est endémique de la province de Misiones en Argentine,. Elle se rencontre sur le Cerro Azul.

## Description
La carapace du mâle holotype mesure 2,05 mm de long sur 1,64 mm et l'abdomen 2,78 mm de long et la carapace de la femelle paratype mesure 2,59 mm de long sur 1,98 mm et l'abdomen 3,70 mm de long.

## Systématique et taxinomie
Cette espèce a été décrite par Rubio, Baigorria et Stolar en 2023.

## Étymologie
Son nom d'espèce lui a été donné en référence au lieu de sa découverte, l'Instituto Nacional de Tecnología Agropecuaria (INTA), Cerro Azul (CA).

## Publication originale
- Rubio, Baigorria & Stolar, 2023 : « Unveiling some unknown jumping spiders (Araneae: Salticidae) from Argentina: descriptions of seven new species. » Peckhamia, vol. 294.1, p. 1-22.